# Vlahijska oaza
Jedna od hrvatskih oaza u Gradišću i jedina štokavska.
Riječ je o šćakavski ikavski govor kojima govore Vlahi (štokavski govor) u Bandolu (Weiden bei Rechnitz), itd.
Pretpostavlja se da stanovnici ovih sela porijeklom iz kraja gdje se Una ulijeva u Savu. Njihov govor se razvio iz šćakavske ikavice iz područja bliskom zapadnom dijalektu, no s pokazuje i značajke slavonskog dijalekta. Radi toga ga se ponekad izdvaja kao posebnu (Vlašku) oazu.